# 恋つぼみ
「恋つぼみ」（こいつぼみ）は、2006年2月15日に発売された日本の歌手・奥華子の3枚目のシングル。ポニーキャニオンよりリリース。

## 解説
2006年2月 - 3月、NHK『みんなのうた』でオンエアされた。10月 - 11月に再放送されている。なお、この作品はプロモーションビデオは制作されていない。
番組での映像はNHK-BSのイメージキャラクターであるななみちゃんを手掛けた稲葉卓也が担当しており、少女とホッキョクグマの別れを題材にしたストーリーを描いている。なお、この映像は2011年にNHKエンタープライズより発売されたDVD「NHK みんなのうた 2006～2008」で見ることができる。
2006年10月31日には徳間ジャパンより本楽曲を題材にしたイラストBOOKが発売され、番組で使用された稲葉卓也のイラストに奥華子による書下ろし文がついたものとなっている。

## 収録曲
- PCCA-70140

1. 恋つぼみ
  - 作詞・作曲：奥華子／編曲：本多俊之
2. 恋つぼみ(ピアノ弾き語り)
  - 作詞・作曲・編曲：奥華子

- このシングルの他にも同社より発売されたCD「決定盤！！NHKみんなのうた～なつかしの名曲ベスト」にも収録されている。